# Дворец Лейхтенбергских
Дворец Лейхтенбергских — дворец (загородный дом), расположенный на гребне берегового уступа в северо-восточной части парка «Сергиевка» на западной окраине Петергофа (Петродворцовый район Санкт-Петербурга).

## История
Здание построено (реставрированно) архитектором Андреем Ивановичем Штакеншнейдером для дочери Николая I Марии Николаевны и её мужа Максимилиана, герцога Лейхтенбергского, в 1839—1842 годах. Штакеншнейдер также является автором петербургской резиденции Лейхтенберских — Мариинского дворца. 
В годы Великой Отечественная войны здание было сильно разрушено. В советский период дворец и окружающие его постройки занимали лаборатории Биологического института Ленинградского государственного университета. Частично восстановлено в 1990—2000-х годах.

## Архитектура и стиль
Архитектурный стиль усадебного дома близок «прусскому эллинизму» построек К. Ф. Шинкеля в Берлине. Однако, в сравнении с прусскими постройками Шинкеля работы Штакеншнейдера более разнообразны в композиционном отношении. Кроме того, рядом с «эллинизмом» усадебного дома в Сергиевке архитектор возвёл «Дворец на Собственной даче» в стиле необарокко (1844—1846) и церковь Святой Троицы в традиционном «русском стиле» (1857—1859). Тем самым Штакеншнейдер продемонстрировал программный полистилизм, который стал основой творческого метода многих мастеров в период историзма середины и второй половины XIX века.
В композиции здания Штакеншнейдер исходил из традиций планировки загородных древнеримских вилл (лат. villa suburbana). Асимметричный план с различными фасадами, вазоны по углам центрального объёма, перголы с вьющимися растениями, лоджии южного фасада (позднее застеклённые), портики боковых павильонов придают зданию сходство с италийскими виллами. Южный фасад здания дополняют небольшие портики, подобно изящным цитатам из античности (Штакеншнейдер называл их «храмиками»), с коринфскими капителями каннелированных колонн и кессонными плафонами, расписанными красками «вплоть до алого помпеянского». Общий цвет здания — «песочный».
Примечательно, что Штакеншнейдер для объяснения стилей своих построек пользовался разными терминами: помпейский (помпеянский) стиль, «неогрек», «в греческом вкусе». Термин «неогрек», или «а ла грек» (фр. à la grecque — «под греков»), использовали в России XVIII—XIX веков, но он не имел точного значения, скорее, обозначал вообще моду на античность. Дворец в Сергиевке и даже Царицын павильон в Луговом парке Петергофа именовали то «итальянским», то «греческим». Основная причина — своеобразие памятников, служивших для вдохновения, найденных главным образом на территории Геркуланума и Помпей, впитавших традиции разных культур: этрусской, греческой и римской.
По одной из версий, ближайшим прототипом (а возможно, и указанным образцом) дворца в Сергиевке мог быть павильон «Римские купальни», построенный Шинкелем в парке Сан-Суси в Потсдаме (проект 1834 г.), в котором явственны асимметричный план, перголы в античные цитаты.
В 1837—1838 годах Штакеншнейдер вторично путешествовал по странам Европы и был в Потсдаме (в то время внутренняя отделка «Римских купален» еще не была завершена). Примечательно также, что в «помпейских домах» в Германии, Франции и России италийским традициям следовали лишь интерьеры, а наружное убранство повторяло элементы декора древнегреческих храмов. Интерьеры усадьбы в Сергиевке были оформлены в «помпеянском вкусе» с включением подлинных античных фрагментов (в 1845 году император Николай I с семьей побывал в Италии, на раскопках Помпей, там российский император приобрел подлинные античные предметы и их копии для украшения загородных резиденций). «Античную» мебель в Санкт-Петербурге поставляла мастерская Генриха Гамбса.

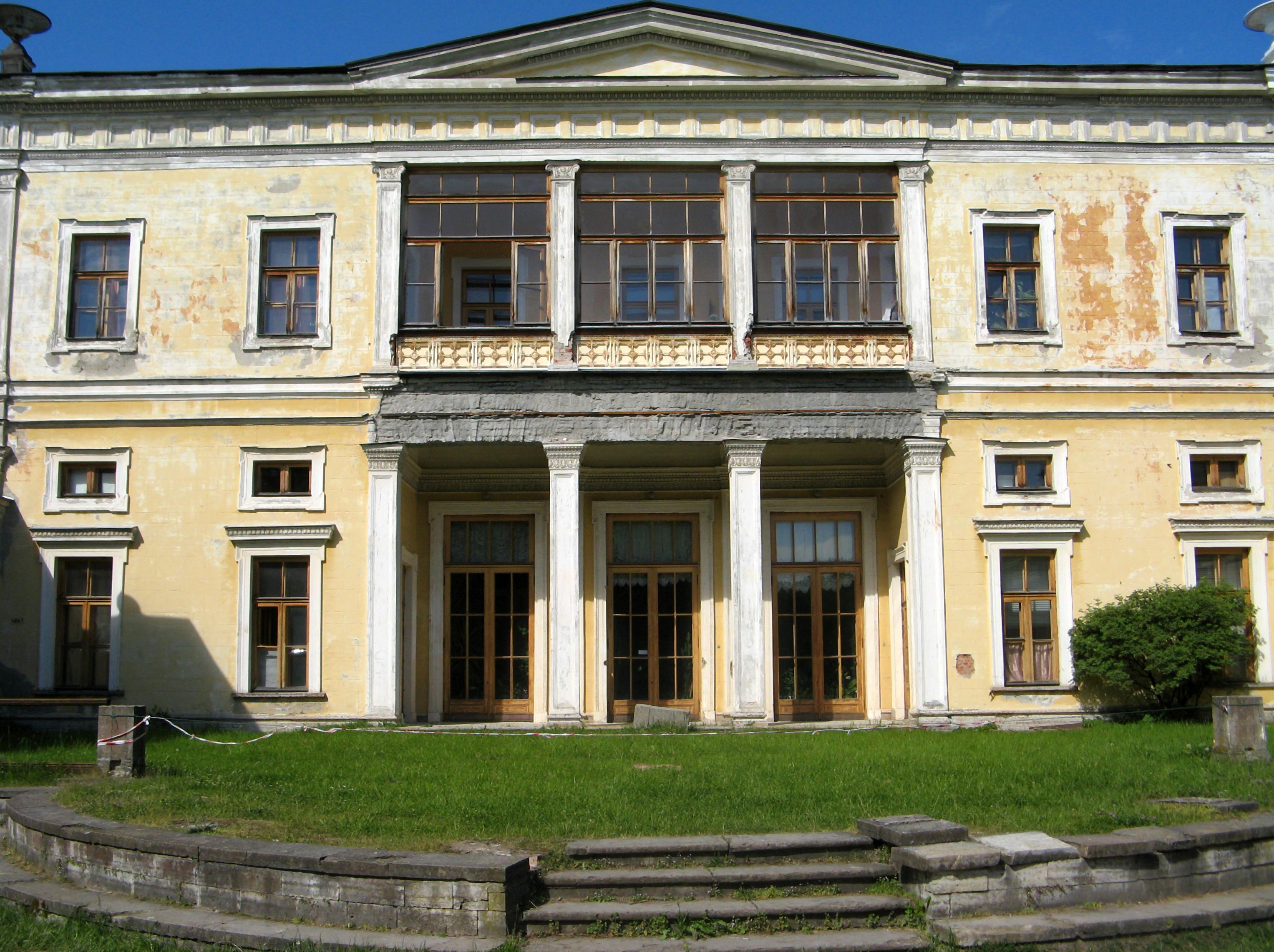
Центральный ризалит южного фасада дворца
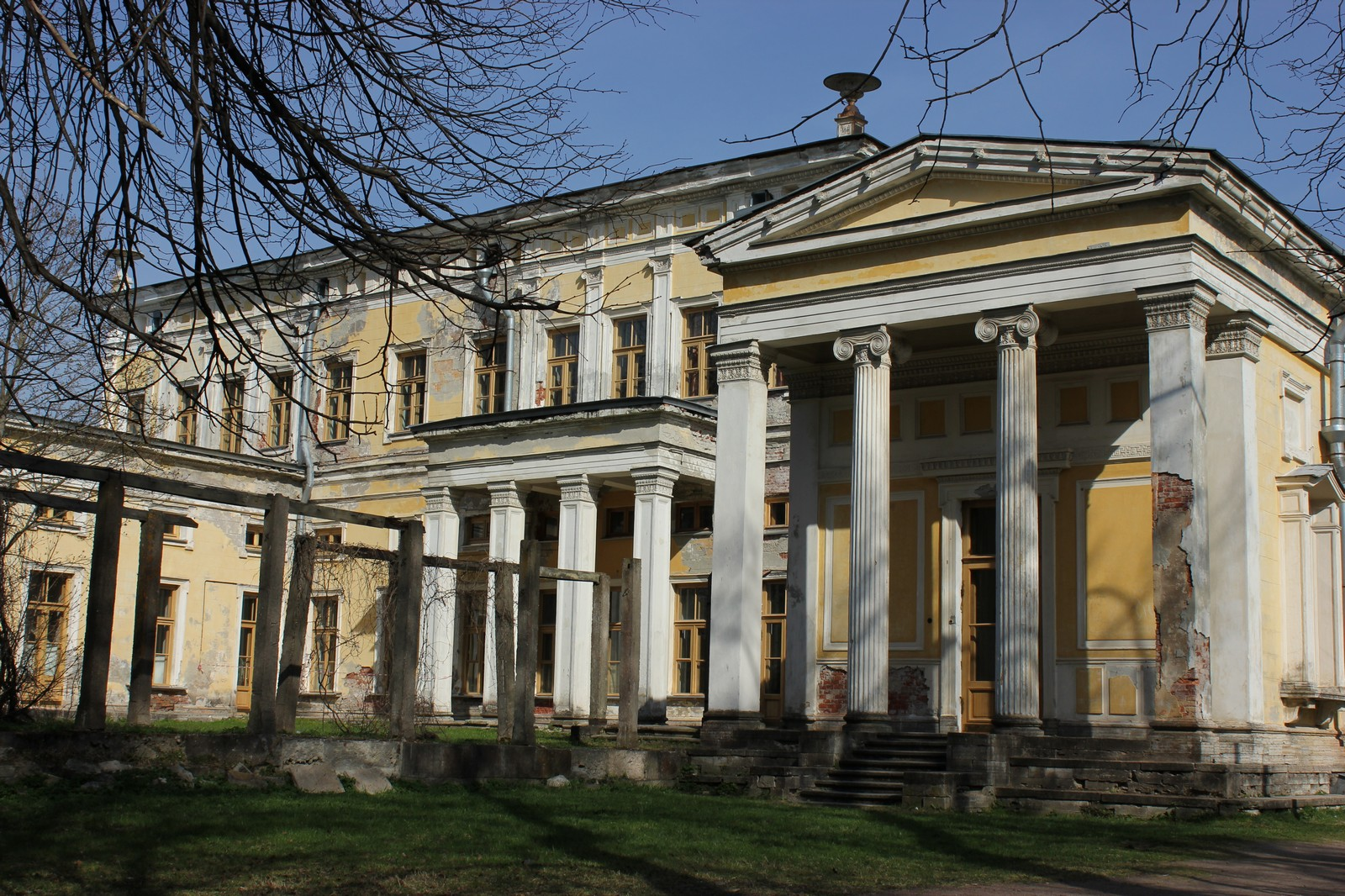
Западный фасад
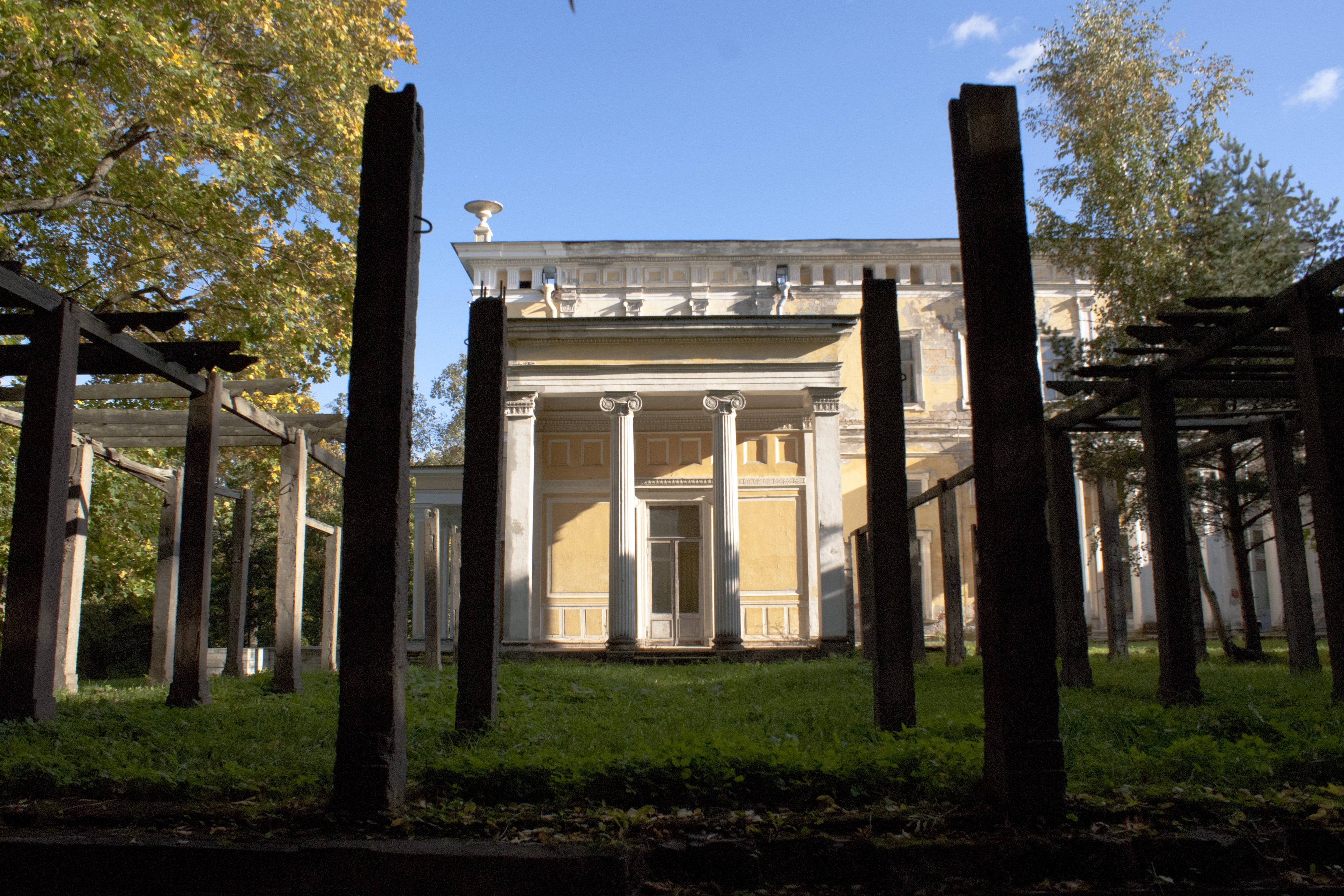
Остатки перголы у западного фасада дворца
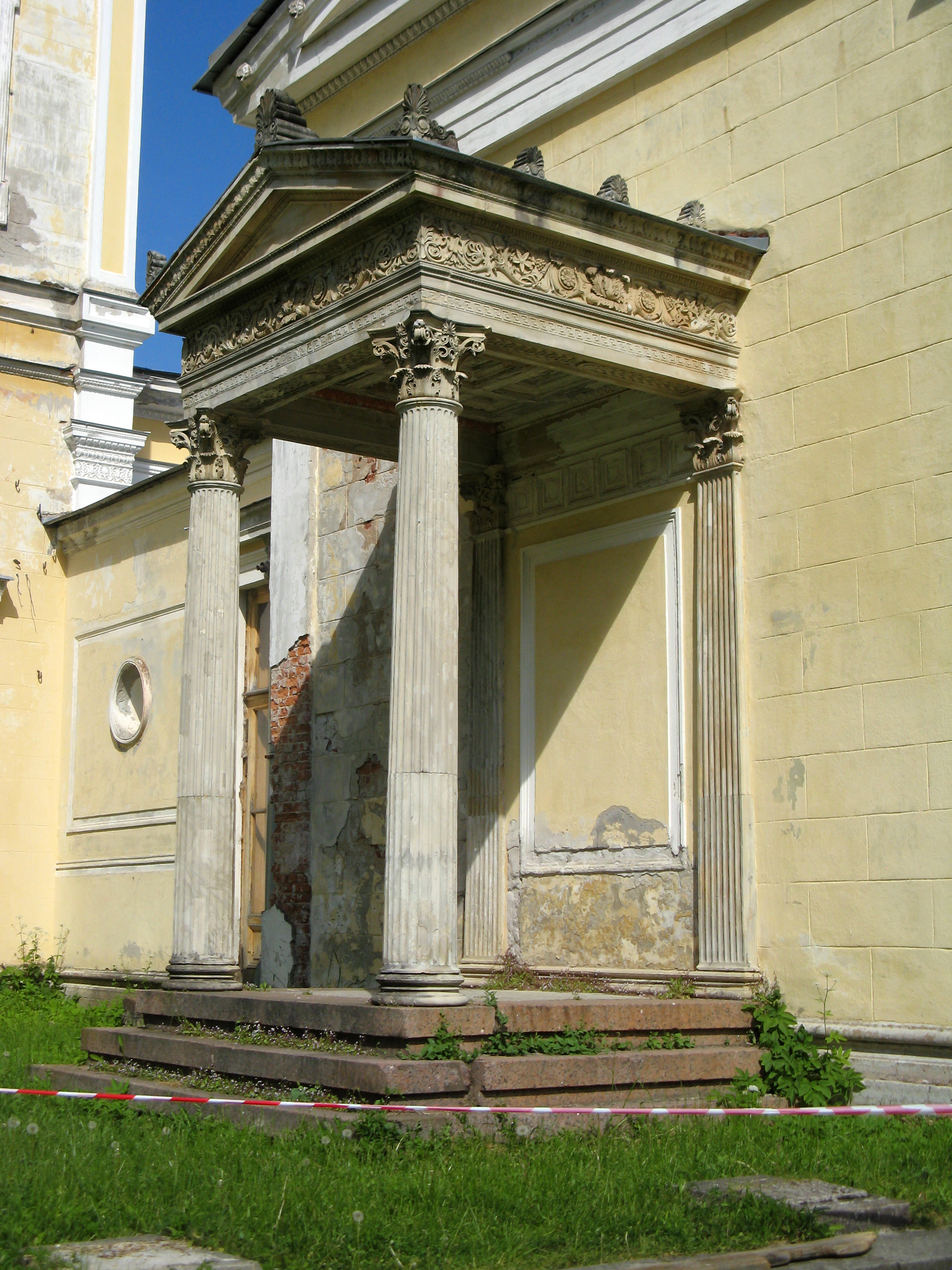
«Храмик». Восточный портик южного фасада
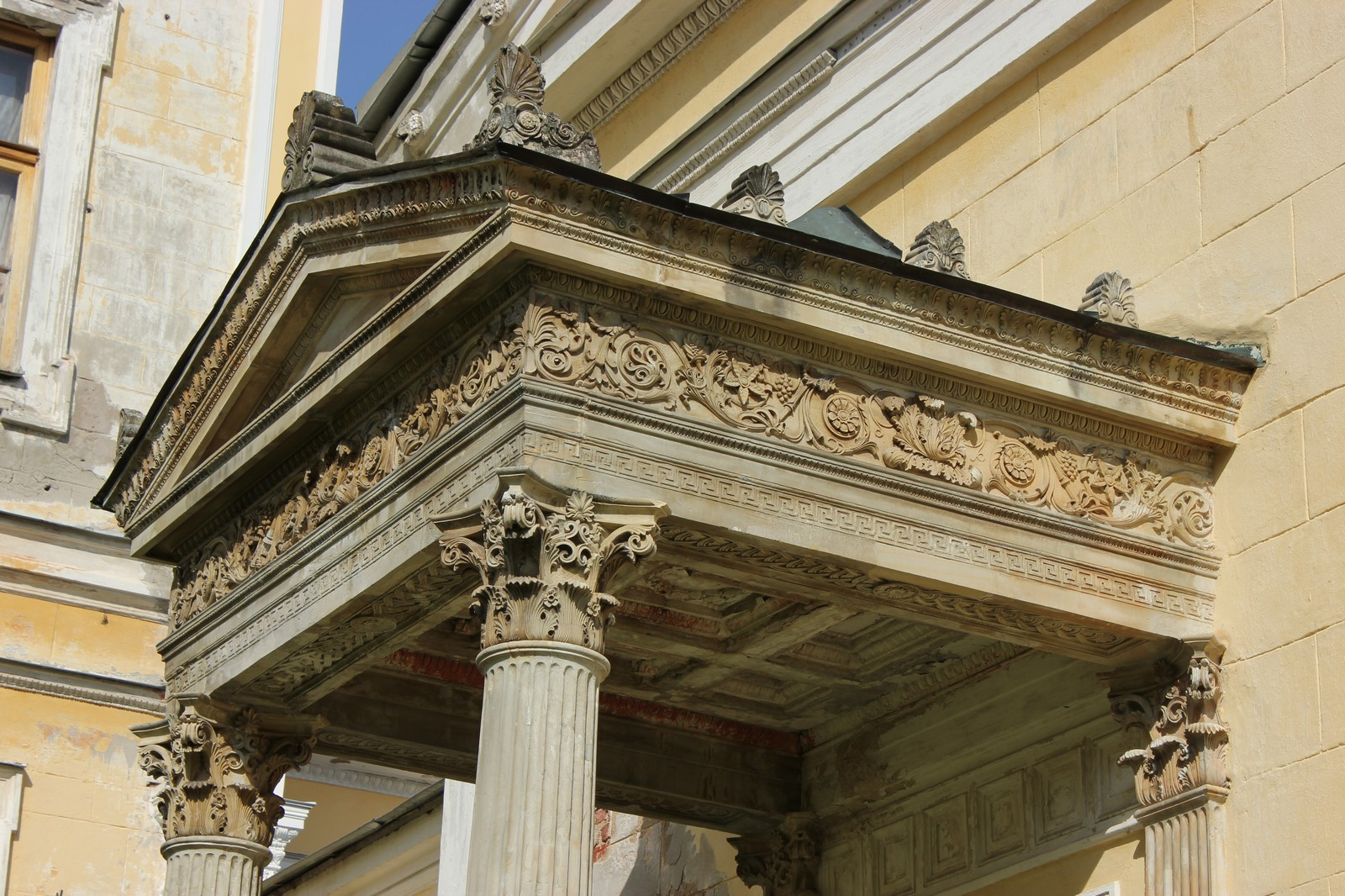
Деталь портика южного фасада
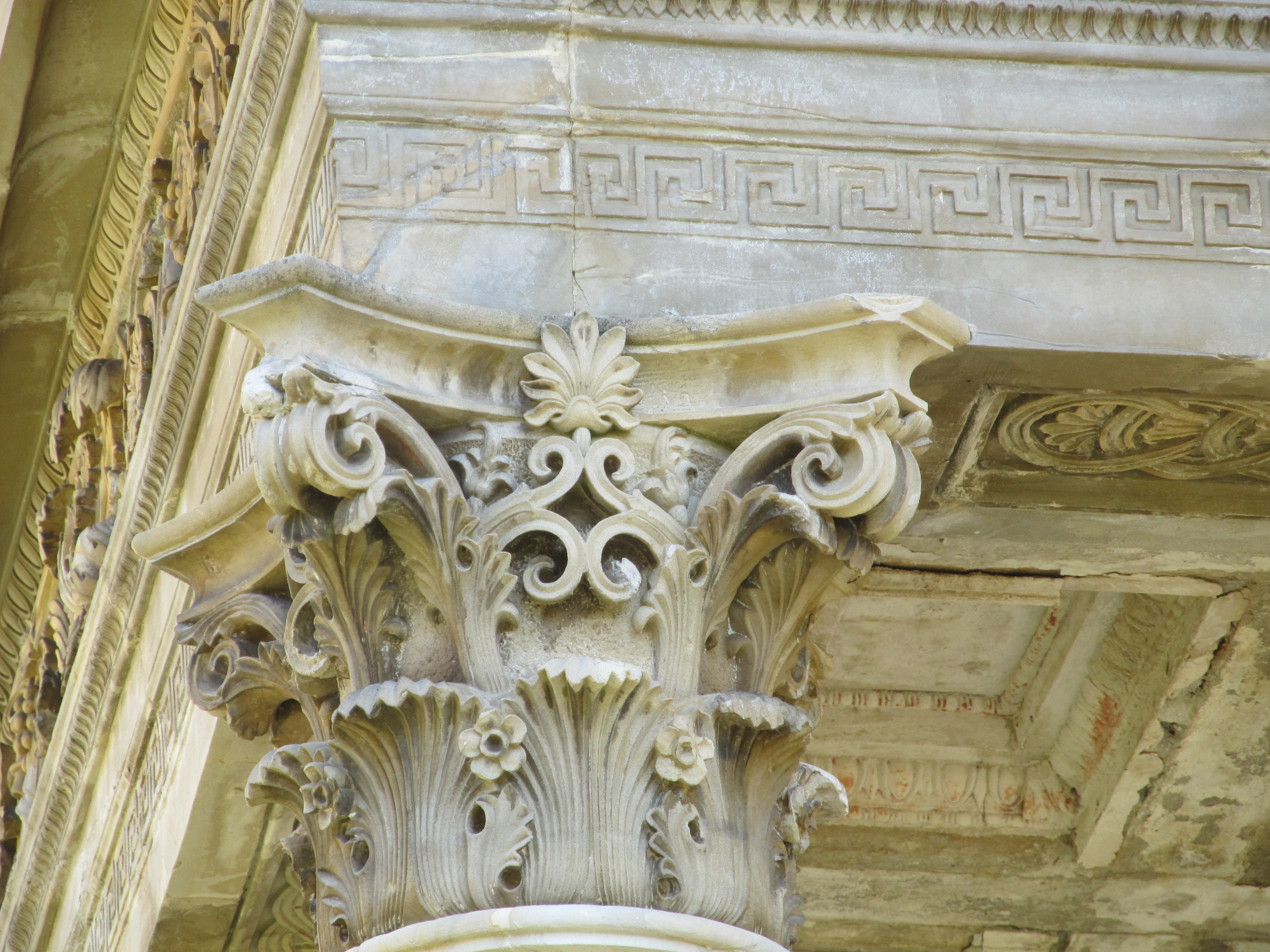
Капитель портика